# Kristina Groves
Kristina Nicole Groves (ur. 4 grudnia 1976 w Ottawie) – kanadyjska łyżwiarka szybka, czterokrotna srebrna medalistka olimpijska, wielokrotna medalistka mistrzostw świata i trzykrotna zdobywczyni Pucharu Świata.

## Kariera

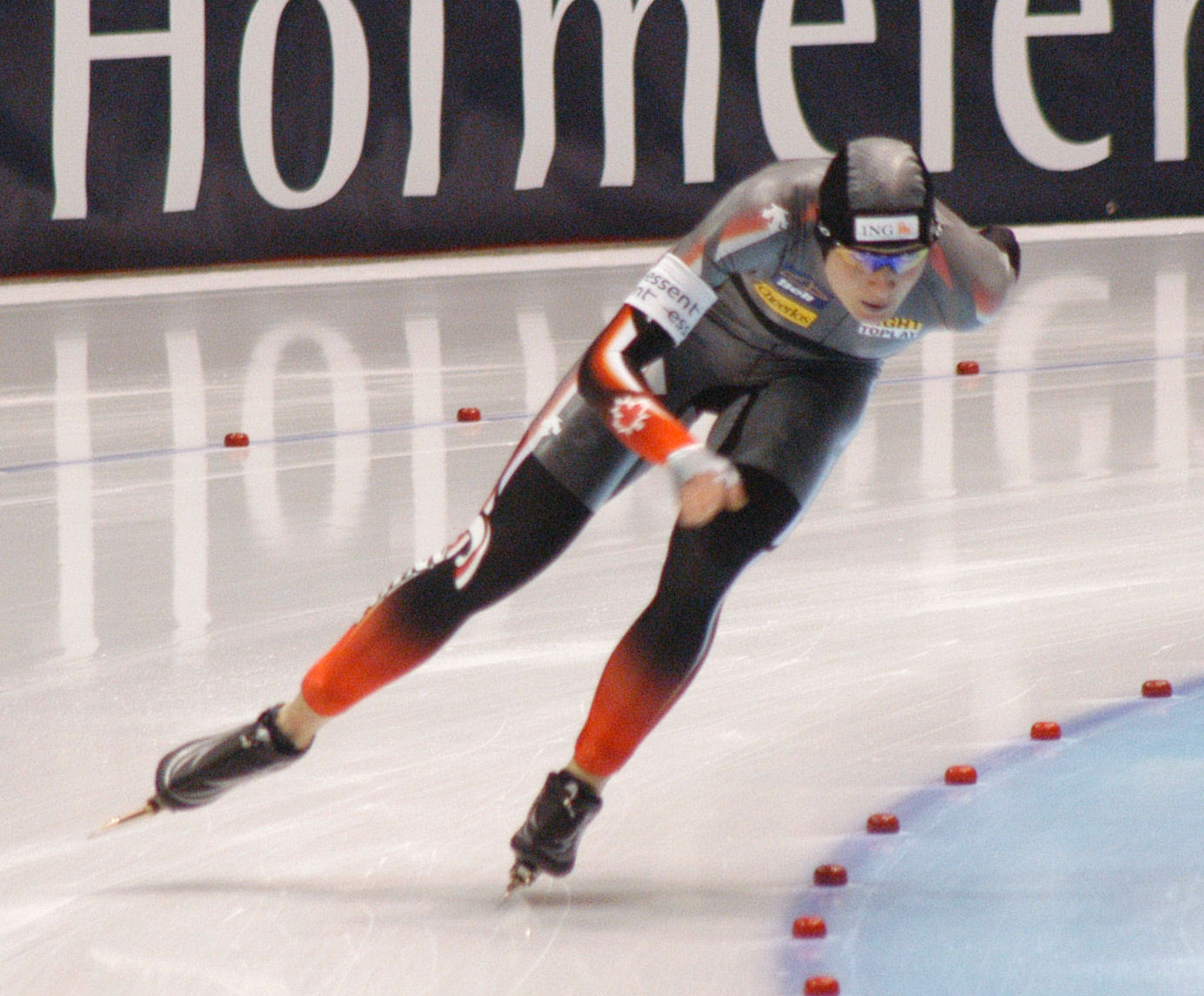
Groves w 2007 roku

Pierwszy występ na arenie międzynarodowej Kristina Groves zanotowała w 1996 roku, kiedy zajęła 21. miejsce w wieloboju podczas mistrzostw świata juniorów w Calgary. Sześć lat później wzięła udział w igrzyskach olimpijskich w Salt Lake City, gdzie jej najlepszym wynikiem było ósme miejsce na dystansie 3000 m. Rok później była między innymi czwarta na wielobojowych mistrzostwach świata w Göteborgu, przegrywając walkę o podium z Niemką Danielą Anschütz. Pierwsze sukcesy osiągnęła podczas dystansowych mistrzostw świata w Inzell w 2005 roku, zdobywając brązowy medal w biegu na 3000 m i srebrny w biegu drużynowym. W starcie indywidualnym lepsze były tylko jej rodaczka, Cindy Klassen oraz Niemka Claudia Pechstein. Wszystkie występy na igrzyskach olimpijskich w Turynie w 2006 roku kończyła w czołowej dziesiątce. Indywidualnie najlepiej wypadła w biegu na 1500 m, w którym zdobyła srebrny medal, ulegając tylko Cindy Klassen. Ponadto wspólnie z Klassen, Clarą Hughes, Christine Nesbitt i Shannon Rempel zdobyła też srebrny medal w biegu drużynowym. W 2006 roku była też trzecia za Klassen i Pechstein podczas wielobojowych mistrzostw świata w Calgary. Kolejne medale zdobyła na dystansowych mistrzostwach świata w Salt Lake City w 2007 roku, zajmując trzecie miejsce w biegach na 1500 i 5000 m oraz pierwsze razem z Nesbitt i Rempel w drużynie. Najwięcej medali Kanadyjka wywalczyła podczas rozgrywanych rok później dystansowych mistrzostwach świata w Nagano. Wygrała tam bieg na 3000 m, w biegach na 1000 m i drużynowym była druga, a na dystansach 1500 i 5000 m zajęła trzecią pozycję. Miesiąc wcześniej zdobyła brązowy medal na wielobojowych mistrzostwach świata w Berlinie, ulegając dwóm Holenderkom: Paulien van Deutekom i Ireen Wüst. W tej samej konkurencji była druga na mistrzostwach świata w Hamar w 2009 roku, rozdzielając na podium Czeszkę Martinę Sáblíkovą i Ireen Wüst. W marcu tego samego roku wystąpiła na dystansowych mistrzostwach świata w Richmond. W swoim pierwszym starcie, biegu na 3000 m, była trzecia za Holenderką Renate Groenewold i Martiną Sáblíkovą. Następnie została zdyskwalifikowana w biegu na 1500 m, a bieg na 1000 m zakończyła na dziewiątej pozycji. Bieg na 5000 m zakończyła na trzecim miejscu,za Sáblíkovą i Hughes, a wspólnie z Brittany Schussler i Christine Nesbitt zwyciężyła w drużynie. Brała także udział w igrzyskach olimpijskich w Vancouver w 2010 roku, zdobywając srebro w biegu na 1500 m i brąz na dwukrotnie dłuższym dystansie. Na tych samych igrzyskach była też między innymi czwarta w biegu na 1000 m, przegrywając walkę o medal z Laurine van Riessen z Holandii. Ostatni medal zdobyła na rozgrywanych w marcu 2010 roku wielobojowych mistrzostwach świata w Heerenveen, zajmując drugie miejsce Sáblíkovą. Wielokrotnie stawała na podium zawodów Pucharu Świata, odnosząc przy tym dziewięć zwycięstw indywidualnych i sześć drużynowych. W sezonach 2007/2008, 2008/2009 i 2009/2010 zwyciężała w klasyfikacji końcowej 1500 m, a w sezonie 2006/2007 zajęła trzecie miejsce. Ponadto w sezonie 2008/2009 była druga w klasyfikacji 1000 m, a w sezonach 2005/2006 i 2008/2009 zajmowała trzecią pozycję w klasyfikacji 3000/5000 m.
Ustanowiła trzy rekordy świata.

## Rekordy życiowe
| 500 m  | - | 38.75   |
| 1000 m | - | 1.14.51 |
| 1500 m | - | 1.53.18 |
| 3000 m | - | 3.58.11 |
| 5000 m | - | 6.54.55 |